# بنتلی ۳ لیتر
بنتلی ۳ لیتر (به انگلیسی: Bentley 3 Litre) خودرویی است که در سال‌های ۱۹۲۱–۱۹۲۹  تولید شده‌است.
این خودرو در کلاس خودروهای اسپورت قرار گرفته است.